# سباير
The Spire السباير هي رواية صدرت عام 1964 للمؤلف الإنجليزي ويليام جولدنج . وهي تعطي"صورة مظلمة وقوية لإرادة رجل واحد" ، وتتعامل مع بناء برج بارتفاع 404 قدم مبني بشكل فضفاض على كاتدرائية سالزبوري ،  رؤية خيالية لــ دين جوسلين. في الرواية ،و يستخدم Golding كتابة تيار من الوعي مع راوي كلي العلم ولكنه غير معصوم بشكل متزايد لإظهار أن سبب زوال جوسلين أنه يختار أن يتبع إرادته على عكس إرادة الله. 

## خلفية الرواية
تصور غولدنغ السباير كرواية تاريخية ذات صراع أخلاقي في بالدرجةالأولى ، والتي كان من المفترض في الأصل أن يكون لها وضعان: العصور الوسطى والعصر الحديث.  أثناء التدريس في مدرسة بيشوبوردسورث ، كان غولدينغ ينظر بانتظام من نافذة فصله في كاتدرائية سايلزبري Salisbury وتساءل كيف يمكنه بناء مستدقة  لكن تأليف الكتاب وإدراكه في نهاية المطاف لـ Spire لم يكن عملية سهلة لجولدنج. وفقًا لابنته جودي كارفر ، فإن جولدنج "كافح بشدةلكتابة The Spire" وقال إن الرواية "مرت بالعديد من المسودات" ؛ ربما كان هذا بسبب حقيقة أنه توقف عن التدريس مما منحه مزيدًا من الوقت للكتابة. 
كتب غولدنغ لأول مرة خمسين إلى ستين ألف كلمة من مسودة في فبراير 1962 على مدى أربعة عشر يومًا فقط وقرر أخذ فترة سماح لإنهاء الرواية للنشر بالإنجليزية والأمريكية بحلول ديسمبر من نفس العام.  ومع ذلك ، "اعترف بحلول نوفمبر / تشرين الثاني بأنه كان في" حالة بؤس "بسبب الرواية".  قد يكون أحد أسباب استيائه هو "رعب غولدنغ من النقد المعاكس"  وكذلك محرره تشارلز مونتيث ، الذي طلب منه مرارًا وتكرارًا المشاركة في تحرير مختارات من الشعر الحديث مع WH Auden وصرفه عن كتابة مجموعته الخاصة.  بعد رحلة محاضرة إلى أمريكا في فبراير ومارس 1963 ، وجد جولدنج أنه كان لا يزال يكافح للكتابة عندما عاد ،  وكان قلقًا للغاية بشأن كل من الجانب الرواىي في روايته وصلتها بالجمهور المعاصر. 
كما كان الحال في العادة ، لم تكن مخاوف Golding ذات معنى في النهاية. أحب مونتيث وبيتر دو سوتوي النسخة المطبوعة ولكنهما اتفقا على أنها تتطلب مراجعة وتحريرًا.  كان غولدنغ سعيدًا بالأخبار ، وأرسل مونتيث تعديلات اقترحت تقسيم الرواية إلى فصول ؛ بحلول 17 يوليو 1963 ، ذكر غولدنغ أنه أعاد صياغة الفصول الثلاثة الأولى وكان واثقًا من أنه سينهي من الكتاب خلال الأسبوعين المقبلين.  ومع ذلك ، كان على غولدنغ أولاً حضور مؤتمر "COMES ، المجتمع الأوروبي للكتاب"  ، وعلى الرغم من إخبار مونتيث في 27 أغسطس بأن مراجعاته ستكتمل في الأيام العشرة القادمة ، ذهب ويليام وآن غولدنغ إلى اليونان لمقابلة بيتر غرين: صحفي سابق كان قد انتقل إلى موليفوس . 
بعد العمل على الرواية في اليونان ، أرسل غولدنغ المحبط مسودته التالية من The Spire إلى مونتيث في أكتوبر وكان غير راضٍ عن كتاباته بسبب "الخلاف الداخلي بين الدين والعقل".  وقد حدث هذا الصراع الداخلي مع استمرار جولدنج في إعادة النسخ والبراهين المصححة  ولكن على الرغم من أن جولدنج كان يشعر بالتوتر منذ يناير ، إلا أن الرواية نُشرت في 10 أبريل 1964.  ويمكن الآن العثور على النصوص المطبوعة لـ The Spire ، جنبًا إلى جنب مع صفحة من ملاحظات المخطوطة المكتوبة بخط اليد ، في أرشيف المجموعات الخاصة بجامعة إكستر ، حيث يمكن استخدامها لمزيد من البحث والدراسة. 

## حبكة الرواية
يوجه جوسلين ، عميد الكاتدرائية ، ببناء برج شاهق بتمويل من خالته ، السيدة أليسون ، عشيقة الملك السابق. ويتم تنفيذ المشروع بالرغممن معارضة الكثيرين ، ولا سيما تحذيرات الباني الرئيسي ، روجر ماسون. ليس للكاتدرائية أسس كافية لدعم برج بالعظمة التي طالب بها جوسلين ، لكنه يعتقد أنه تم اختياره من قبل الله وأعطاه رؤية لإقامة برج كبير لإعلاء المدينة وتقريب أهلها من الله. مع تقدم الرواية ، يستكشف غولدنغ هوس جوسلين المتزايد بإكمال البرج ، والذي يعاني خلاله بشكل متزايد من الألم في عموده الفقري (والذي يدرك القارئ تدريجياً أنه نتيجة لمرض السل ). يفسر جوسلين الحرارة المحترقة في ظهره على أنها ملاك ، بالتناوب يريحه أو يعاقبه اعتمادًا على الدفء أو الألم الذي يشعر به. هذا الهوس يعمي جوسلين عن الواقع لأنه يتجاهل واجباته كعميد ، ويفشل في الصلاة ويتجاهل الأشخاص الذين هم في أمس الحاجة إليه. أصبحت الحفرة التي تم حفرها لاستكشاف الأساسات عند تقاطع الكاتدرائية مكانًا تتصاعد فيه القوى الكثونية ، حيث تبدأ أعمدة الأبراج الأربعة في "الغناء".
يكافح جوسلين أيضًا مع شهوته غير المعترف بها لـ جودي بانغال ، زوجة بانغال خادم الكاتدرائية المعطل والعاجز. يبدو أن جوسلين رأى في البداية قودي على أنها ابنته في الله. ومع ذلك ، مع تقدم الرواية ، وتعرض زوج قودي للتعذيب والسخرية باعتباره "أحمق" من قبل العمال المتنمرين ، تتعذب جوسلين بسبب الرغبة الجنسية ، والتي عادة ما تكون ناتجة عن مشهد شعر قودي الأحمر.
تم إجراء مقارنات بين قودي وراشيل ، زوجة روجر ماسون ، في جميع أنحاء الرواية. ويعتقد جوسلين أن قودي قدوة لراشيل ، التي لا يحبها بسبب ثرثرتها وكشفها أن زواجها من روجر لا يزال غير مكتمل. ومع ذلك ، يبالغ جوسلين في تقدير نقاء قودي ، ويصيبه الرعب عندما يكتشف أن قودي يشرع في علاقة غرامية مع روجر ماسون. بعد تعذيبه بسبب الحسد والذنب ، يجد جوسلين نفسه غير قادر على الصلاة. ينفذه أفكاره الجنسية التي يُشار إليها في أحلامه بـ "الشيطان".
تعطل مبنى الكاتدرائية وحياته المنظمة وحياة الناس من حول جوسلين بسبب المشاكل المستعصية الناشئة عن بناء البرج ، لكن جوسلين يستمر في تحقيق حلمه إلى نهايته. إن رؤاه وهلوساته ، ومن ثم إنكاره لواقع الموقف ، تشير إلى نزوله إلى اللاعقلانية. عندما تتضح التكاليف الحقيقية ، المادية والروحية ، لهدفه ، تصل القصة إلى نهايتها المأساوية.
يختفي بانجال على الرغم من أن مصيره لم يتم توضيحه أبدًا ، فمن الواضح من دليل الهدال أنه كان ذبيحة وثنية دفنها البناة عند المعبر لتأمين حظهم ضد غباء استمرار العمل. تموت قودي بانجال أثناء الولادة وهي يحمل طفل روجر ميسون. أصبح روجر سكيرًا وفي النهاية يموت جوسلين بسبب مرضه ، على الرغم من أنه بعد أن سمع لأول مرة من عمته أن تعيينه كان بسبب تأثيره الجنسي فقط ، وليس بسبب تميزه. قبل أن يموت ، يتم إزاحة الصورة القضيبية لـ Spire بواسطة الرمز الغامض للشجرة. البرج غير مكتمل في نهاية القصة ، وهناك شعور متزايد بالكارثة الوشيكة بسبب عدم استقرار الهيكل المفرط في الطموح.

## الشخصيات

### جوسلين
دين جوسلين هو الشخصية التي يتم من خلالها تقديم الرواية. يستخدم Golding تيار تقنية الوعي لإظهار نزوله الشبيه بـ Lear إلى الجنون. الرواية ترسم تدمير ثقته بنفسه وطموحه. مع اقتراب بناء البرج من نهايته ، تمت إزالة Jocelin من منصبه كعميد ويتم استنكار تخليه عن واجباته الدينية من قبل مجلس الكنيسة. في النهاية ، استسلم لمرضه الذي جسده على أنه الملاك الحارس له.

### روجر ماسون
روجر ماسون ، سيد القرون الوسطى ميسون ، على عكس جوسلين ، قوي جسديًا وعقلاني. إنه مرتبط بصور الثور والفحل. يتعامل روجر مع جوسلين ، بحجة أن أسس الكاتدرائية غير كافية لدعم البرج. لقد أُجبر على الاستمرار في المشروع لأن جوسلين يجعل من المستحيل عليه العمل في مكان آخر. بعد وفاة قودي ، أصبح روجر مدمنًا على الكحول. في لحظة من الوضوح ، قام جوسلين بزيارة روجر وعلمنا في النهاية بمحاولته الانتحار.

### راشيل
راشيل ماسون هي زوجة روجر. تكشف لجوسلين عن سبب عدم قدرتهما على الإنجاب لأن محاولات ممارسة الجنس تؤدي إلى نوبات من الضحك.

### بانجال
Pangall هو خادم الكاتدرائية المعطل والعاجز. يتعرض للسخرية بسبب عجزه من قبل العمال.

### قودي
قودي ، التي تعمل كموضوع مهم للحب والشهوة ، تموت في النهاية أثناء الولادة. جوسلين تعتبرها في البداية المرأة المثالية.

### الأب أنسلم
ينتقد أنسيلم إلى حد كبير التطورات المتعلقة بالبرج ، بحجة أنه تدمير للكنيسة. كان جوسلين مستعدًا لفقد صداقته مع أنسيلم كجزء من تكلفة البرج ، لكننا علمنا بنهاية الرواية أنهما بدا أنهما لم تربطهما صداقة في المقام الأول.

### الأب آدم
يُطلق جوسلين على الأب آدم لقب " الأب المجهول " ، مما يشير إلى شعور جوسلين بالتفوق. حتى نهاية الرواية ، عندما أصبح الأب آدم راعيًا لجوسلين ، كان إلى حد كبير شخصية ثانوية يتفاجأ من عدم تعليم جوسلين للصلاة أبدًا ، وهو يبذل قصارى جهده لمساعدته على الوصول إلى الجنة.

### سيدة أليسون
عشيقة ثرية للملك الراحل ، نتعلم كيف أن الأموال التي مولت البرج كانت نتيجة لهذه القضية. بمظهر "امرأة صغيرة - ليست أكبر بكثير من طفل" ، فهي ممتلئة الجسم وشاحبة ، ترتدي فستانًا أسود ، وشعرًا أسود ، وعينين ومكياج ، مع ميزات صغيرة بشكل أساسي. يتجلى ثروتها وحياتها الجنسية من خلال اللآلئ والعطور ، وهي تعتني بمظهرها ، حيث تتمتع ببشرة ناعمة وخطوط رفيعة ، رغم سنها.

## رمزية

### الوثنية
يشار إلى العمال على أنهم " جيش " ويواجه جوسلين عدة مرات أولئك الذين يختلفون مع الاضطراب الذي يتسببون فيه. Pangall هي تضحيتهم النهائية ، مدفونة "تحت مفترق الطرق" مع الهدال بين أضلاعه. يمكن النظر إلى الهدال على أنه استعارة من حيث الرعب وتحدث كلمة "فاحش" عدة مرات (فكرة درويد بأن التوت كان السائل المنوي للآلهة قد تساهم في إثارة اشمئزاز جوسلين). "الارتباك المشاغب لأغصانها" ينذر بالخطر وكذلك اشمئزاز جوسلين من التوت على حذائه. ينسج Golding الهدال كرمز وثني في المعالجة الطبيعية له كعلامة على وجود تهديد جسدي للبرج. ينمو الهدال على أشجار البلوط الحية - إذا كان الخشب المستخدم في المبنى غير معتاد ، سيستمر الهدال في النمو عليه ، مما يكشف عن خطر قابل للتفسير علميًا.

### مصور
يمكن اعتبار شعر قودي الأحمر رمزيًا لعدد من الأشياء. الأحلام الجنسية ، الحياة الجنسية الأنثوية ، الشيطان ، الشهوة والرغبة هي بعض الأفكار الممكنة حولها. إن رمزية الحيوانات المستمرة بين روجر وقودي (يشار إليها باسم الدب والثور والفحل أو الأيل في نقاط مختلفة من الرواية) هي أيضًا إشارة محتملة إلى افتقار جوسلين للوعي الاجتماعي ، وصفاته الطفولية وسذاجته. ومع ذلك ، يُقال إن قودي ترتدي فستانًا أخضر يتناقض مع فستان راشيل ماسون الأحمر - ربما يمكن أن يرمز اللون الأخضر إلى الطبيعة (موضوع وثني متكرر في الرواية) ويمثل اللون الأحمر شخصية راشيل "النارية" غير المرغوب فيها. صورت جوسلين قودي على أنها "امرأة طيبة" هادئة (وجهة نظرها هي منصة هذه الرواية) بينما راشيل ليست كذلك. المفارقة هي أن خيانة قودي تخفيها قبعتها ، وفي بعض الأحيان فقط نلاحظ شعرها الأحمر المتوهج (والخيانة الزوجية).
تم استخدام الصور الدينية في نهاية الرواية ، حيث يرقد جوسلين يحتضر. يعلن جوسلين "أنه مثل شجرة التفاح!" ، مشيرًا إلى جنة عدن وأول خطيئة للإنسانية في الإغراء ، ولكن ربما أيضًا الأفكار الوثنية التي تم ربطها باستمرار في ذهن جوسلين حيث يقضي المزيد والمزيد من الوقت في Spire ، مرفوعًا فوق الأرض (وبعيدًا عن كنيسته ودوره كصوت الله على الأرض).

### مستدقة / العمود الفقري
يمكن النظر إلى العمود الفقري المتدهور في جوسلين على أنه تشبيه صغير بالماكرو للبرج غير المستقر. يعتقد أن الأول يظهر على أنه حضور ملاكه على ظهره بينما الأخير هو إرادة الله. تكذبت هذه الهياكل الفاشلة التي يعيد تفسيرها لنرجسيه للحفاظ على نظرته للعالم.

## استقبال
"الكتاب الأكثر تميزًا ، الذي لم يكن متوقعًا كما توقعه أحدهم ، كتاب أصلي بالكامل ... بعيد عن الاتجاه السائد ، قوي ، قاسي ، حتى ممنوع." - فرانك كرمود ، نيويورك ريفيو أوف بوكس ، 30 أبريل 1964.

## الاقتباسات
اختار المخرج الكندي البريطاني روجر سبوتيسوود فيلم The Spire في منتصف التسعينيات ، وكان ينوي في الأصل تكييفه مع الشاشة    واستشهد به كمشروع قيد التطوير.  في نوفمبر 2012 ، تم عرض مسرحية من Spottiswoode لأول مرة في Salisbury Playhouse ، من إخراج Gareth Minchin.   
نسخة كتاب مسموع ، عبر عنها بنديكت كومبرباتش ، تم إصدارها بواسطة Faber &amp; Faber Audio في عام 2014.   تم تضمين مقتطفات من قراءة Cumberbatch في فيلم تمهيدي عن الرواية  من إنتاج شركة William Golding Limited.